# Rejon ewenkijski
Rejon ewenkijski (ros. Эвенкийский район, Ewienkijskij rajon) – rejon administracyjny i municypalny Kraju Krasnojarskiego w Rosji.
Rejon z powierzchnią 767 600 km² i 17 tysiącami mieszkańców jest jednym z najrzadziej zaludnionych terytoriów świata.
Część rejonu zajmuje Środkowosyberyjski Rezerwat Biosfery i Rezerwat Tunguski.

## Historia
10 grudnia 1930 utworzono Ewenkijski Okręg Autonomiczny. W wyniku przeprowadzonego 17 kwietnia 2005 referendum, 1 stycznia 2007 Ewenkijski Okręg Autonomiczny i Tajmyrski (Dołgańsko-Nieniecki) Okręg Autonomiczny zostały połączone z Krajem Krasnojarskim. Ewenkijski Okręg Autonomiczny, jako rejon ewenkijski, uzyskał w ramach Kraju Krasnojarskiego specjalny status.